# Hranativ, Lokaci
Hranativ (în ucraineană Гранатів) este un sat în comuna Șelviv din raionul Lokaci, regiunea Volînia, Ucraina.

## Demografie
Componența lingvistică a localității Hranativ
     Ucraineană (99,39%)
     Alte limbi (0,61%)
Conform recensământului din 2001, majoritatea populației localității Hranativ era vorbitoare de ucraineană (99,39%), existând în minoritate și vorbitori de alte limbi.